# François-René Boussen
François-René Boussen, né le 2 décembre 1774 à Furnes et mort le 1er octobre 1848 à Bruges, est un prêtre belge, dix-huitième évêque de Bruges.

## Famille
François-René Boussen est le fils de Laurent-Joseph Boussen et de dame Jeanne-Thérèse vander Meersch.

## Biographie
François-René Boussen est ordonné prêtre en 1805.
En 1806, il devient secrétaire de l’évêque de Gand, Étienne de Fallot de Beaumont,. Il est maintenu à ce poste par les successeurs de celui-ci, Maurice de Broglie et Jean-François Van de Velde. En 1829, ce dernier le nomme chanoine titulaire et le revêt de la dignité d'official du diocèse de Gand.
En 1832, il est nommé évêque-coadjuteur à Gand et évêque auxiliaire de Ptolémaïde-en-Thébaïde (de) et est consacré le 27 janvier 1833 par Engelbert Sterckx avec comme co-consécrateurs Jean-Joseph Delplancq et Jean-François Van de Velde. En 1833, il est nommé administrateur apostolique de Bruges. Le 15 avril 1834, François-René Boussen fait sa profession de foi devant Jean-François Van de Velde.
En 1834, Jean-François Van de Velde, évêque de Gand, pour alléger sa tâche, demande au pape Grégoire XVI de rétablir l'évêché de Bruges.
François-René Boussen est nommé évêque de ce nouveau diocèse de Bruges ; il est le dix-huitième évêque de Bruges lorsqu'on tient compte de ses prédécesseurs d'avant l'abolition du diocèse par le concordat de 1801. Grégoire XVI l'élève à la dignité de Prélat domestique de Sa Sainteté et d'Assistant au trône pontifical et le crée comte romain par lettres patentes du 19 septembre 1843.
Il porta les armes suivantes : d'argent, au bon pasteur au naturel, vêtu de pourpre. Sa devise est : Sequere me.